# Championnat d'Allemagne de l'Ouest de hockey sur glace 1980-1981
Saison précédente Saison suivante
La saison 1980-1981 est la 8e saison de la 2. Bundesliga, le second échelon allemand.

## Saison régulière
|     | Club              | PJ | V  | D | N  | BP  | BC  | Pts |
| --- | ----------------- | -- | -- | - | -- | --- | --- | --- |
| 1.  | Wölfe Freiburg    | 44 | 36 | 1 | 7  | 299 | 130 | 73  |
| 2.  | SERC Wild Wings   | 44 | 22 | 2 | 9  | 296 | 137 | 68  |
| 3.  | Deggendorfer SC   | 44 | 23 | 6 | 15 | 252 | 166 | 52  |
| 4.  | TSV Straubing     | 44 | 25 | 2 | 17 | 247 | 206 | 52  |
| 5.  | Iserlohn Roosters | 44 | 23 | 4 | 17 | 220 | 181 | 50  |
| 6.  | EC Bad Tölz       | 44 | 20 | 3 | 21 | 162 | 211 | 43  |
| 7.  | VER Selb          | 44 | 20 | 3 | 21 | 218 | 238 | 43  |
| 8.  | Krefeld Pinguine  | 44 | 18 | 6 | 20 | 218 | 217 | 42  |
| 9.  | REV Bremerhaven   | 44 | 18 | 3 | 23 | 234 | 281 | 39  |
| 10. | EV Landsberg      | 44 | 15 | 3 | 26 | 161 | 229 | 33  |
| 11. | Moskitos Essen    | 44 | 8  | 4 | 32 | 92  | 199 | 20  |
| 12. | Herner EV         | 44 | 5  | 3 | 36 | 121 | 325 | 13  |